# Piava
Piava (též Plavá, italsky Piave, latinsky Plavis) je řeka na severu Itálie (Benátsko – provincie Belluno, Treviso
Venezia). Je 220 km dlouhá. Povodí má rozlohu 4100 km². Italové ji nazývají "svatá řeka vlasti" kvůli ofenzívě na Piavě během první světové války.

## Průběh toku
Pramení v Karnských Alpách. Na horním a středním toku teče převážně mezi horami (např. Dolomity) v hluboké dolině. Na dolním toku teče rovinou v regulovaném korytě. Ústí do Benátského zálivu Jaderského moře.
Levé přítoky: Vajont, Soligo
Pravé přítoky: Cordevole di Visdende, Padola, Ansiei, Boite, Maè, Ardo di Belluno, Cordevole, Caorame, Sonna

## Vodní režim
Zdroj vody je sněhový a dešťový. Nejvyšší vodnosti dosahuje na přelomu jara a léta a na podzim. Průměrný roční průtok vody na dolním toku činí 120 m³/s.

## Využití
Vodní doprava je možná pro menší lodě do vzdálenosti 34 km od ústí. Na řece a jejich přítocích bylo postaveno několik vodních elektráren (Sovercene, Fadalto, Vajont). Leží na ní města Belluno, San Dona di Piave.